# Победа (Рогачёвский район)
 Победа (бел. Пабеда) — упразднённый посёлок в Болотнянском сельсовете Рогачёвского района Гомельской области Беларуси.

## География

### Расположение
В 48 км на северо-восток от районного центра и железнодорожной станции Рогачёв (на линии Могилёв — Жлобин), 109 км от Гомеля.

## Транспортная сеть
Транспортные связи по просёлочной, затем автомобильной дороге Довск — Славгород). Застройка деревянная, усадебного типа, вдоль просёлочной дороги.

## История
Основан в начале 1920-х годов на бывших помещичьих землях переселенцами из соседних деревень. В 1931 году жители вступили в колхоз. Во время Великой Отечественной войны 5 жителей не вернулись с фронтов. Согласно переписи 1959 года в составе колхоза имени В. И. Ленина (центр — деревня Болотня).
28 января 2015 года упразднён посёлок Победа.

## Население

### Численность
- 2004 год — 6 хозяйств, 7 жителей.

### Динамика
- 1959 год — 68 жителей (согласно переписи).
- 2004 год — 6 хозяйств, 7 жителей.